# Bradley Wright-Phillips
Bradley Edward Wright-Phillips, född 12 mars 1985, är en engelsk fotbollsspelare som spelar för Los Angeles FC i Major League Soccer.
Han är son till den före detta Arsenal-spelaren Ian Wright och yngre bror till Shaun Wright-Phillips.